# Quartier generale dell'Ejército del Aire y del Espacio
Il Quartier generale dell'Ejército del Aire y del Espacio, noto anche come Ministerio del Aire dal nome dell'istituzione che un tempo ospitava, è un edificio che si trova a Madrid ed è la sede dell'Aeronautica militare spagnola.

## Storia
Nel 1939, dopo la fine della guerra civile spagnola e la vittoria della fazione franchista, il generale Jorge Vigón incaricò l'architetto Luis Gutiérrez Soto della costruzione del quartier generale del Ministero dell'Aeronautica militare sul terreno in cui in precedenza si trovava il carcere Modelo.
Luis Gutiérrez Soto si recò allora a Roma e Berlino per studiare edifici con la stessa destinazione ed elaborò un primo progetto che ricordava le opere di Paul Troost e Albert Speer. Il progetto venne rielaborato più volte e vennero scartati gli elementi neoclassici per adottare elementi herreriani ispirati all'Escorial in modo da assecondare lo storicismo imperiale ricercato dal regime franchista.
L'edificio doveva essere parte di uno disegno più ampio volto a creare l'immagine di una "Madrid imperiale" ma il progetto si scontrò con la scarsità di risorse della Spagna del secondo dopoguerra, motivo per cui la maggior parte dei progetti non venne completata, a differenza del Quartier generale dell'Aeronautica che risultò l'unico chiaro successo.
L'inizio ufficiale della costruzione avvenne il 10 dicembre 1943 e l'edificio venne completato solo nel 1958, anche se alcune parti dell'edificio erano già in uso nel 1954.